# Mārtiņš Bots
Mārtiņš Bots (* 12. Mai 1999 in Ropaži) ist ein lettischer Rennrodler, der gemeinsam mit Roberts Plūme in der Disziplin Doppelsitzer antritt.

## Karriere
Bots, der als Pilot im Rennrodel-Doppelsitzer antritt, wurde 2015 mit seinem damaligen Partner Konstantīns Buglaks Teil des lettischen Nachwuchsteams. Zu Beginn der Jugend-A-Weltcupsaison erhielten zunächst ihre Konkurrenten Aksels Tupe/Kaspars Šļahota den Vorzug für das erste Saisonrennen auf der Lillehammer Olympiske Bob- og Akebane. Bots/Buglaks bestritten ihr erstes internationales Rennen dann am 27. November 2015 bei der zweiten Station des Jugend-A-Weltcups der Saison 2015/16. Auf ihrer lettischen Heimbahn in Sigulda erzielten sie nach einem schwachen zweiten Lauf den 11. Platz. Nachdem Tupe/Šļahota den Vorzug für die Rennen am Königssee und in Innsbruck-Igls erhalten hatten, fuhren Bots/Buglaks die Rennen in Altenberg und Oberhof, wo sie einen sechsten und einen zwölften Platz belegen konnten. Mit 116 Punkten wurden sie schlussendlich Zwölfte der Weltcupwertung und landeten damit hinter ihren teaminternen Konkurrenten, die damit die Qualifikation für die Olympischen Jugend-Winterspiele 2016 in Lillehammer schafften.
Zur Saison 2016/17 kam es, verbunden mit einem Aufrücken in den Junioren-Weltcup, zu einem Wechsel auf dem Doppelsitzerschlitten von Bots. Konstantīns Buglaks wechselte zum Einsitzer, im Gegenzug wurde der bisherige Einsitzerstarter Roberts Plūme neuer Partner von Bots. Den Doppelweltcup in Calgary zum Saisonauftakt hatte das lettische Team aufgrund der unverhältnismäßig hohen Reisekosten und -belastungen traditionell ausgelassen, sodass Bots/Plūme erstmals in Innsbruck-Igls ein Junioren-Weltcuprennen bestritten. Mit Platz 11 waren sie nur einen Platz schlechter als ihre zwei Jahre älteren und erfahreneren Teamkollegen Gunārs Bergs/Ralfs Vanzovičs. Nach einem neunten Platz in Oberhof gelang es ihnen erstmals, Bergs/Vanzovičs zu schlagen. Das Rennen diente zugleich als Race-in-Race ausgetragene Junioreneuropameisterschaft, in deren Wertung sie eine Bronzemedaille erreichten. Beim anschließenden Mannschaftswettbewerb, den Bots/Plūme gemeinsam mit Elīna Ieva Vītola und Kristers Aparjods bestritten, gelang ein weiterer Bronzerang – sowohl in der Weltcup- als auch der Junioreneuropameisterschaftswertung. Für Bots/Plūme folgte ein sturzbedingter Ausfall beim folgenden Junioren-Weltcup in Altenberg. Beim Saisonhöhepunkt, den Juniorenweltmeisterschaften auf der Heimbahn in Sigulda, folgte ein überzeugender sechster Platz. Da sie erneut vor Bergs/Vanzovičs platziert waren, bedeutete dieser Platz auch die Qualifikation für das Mannschaftsrennen, in dem es für das lettische Team um Sigita Bērziņa, Kristers Aparjods und Bots/Plūme zu einem vierten Platz reichte. Zum Abschluss der Saison traten Bots/Plūme in Winterberg letztmals im Jugend-A-Weltcup an, wo mit Platz 3 ein überzeugendes Ergebnis gelang. Für die Saisonwertungen ergab sich für die beiden Doppelsitzer mit 96 Punkten ein 14. Platz im Junioren-Weltcup und mit 70 Punkten ein 10. Platz im Jugend-A-Weltcup.

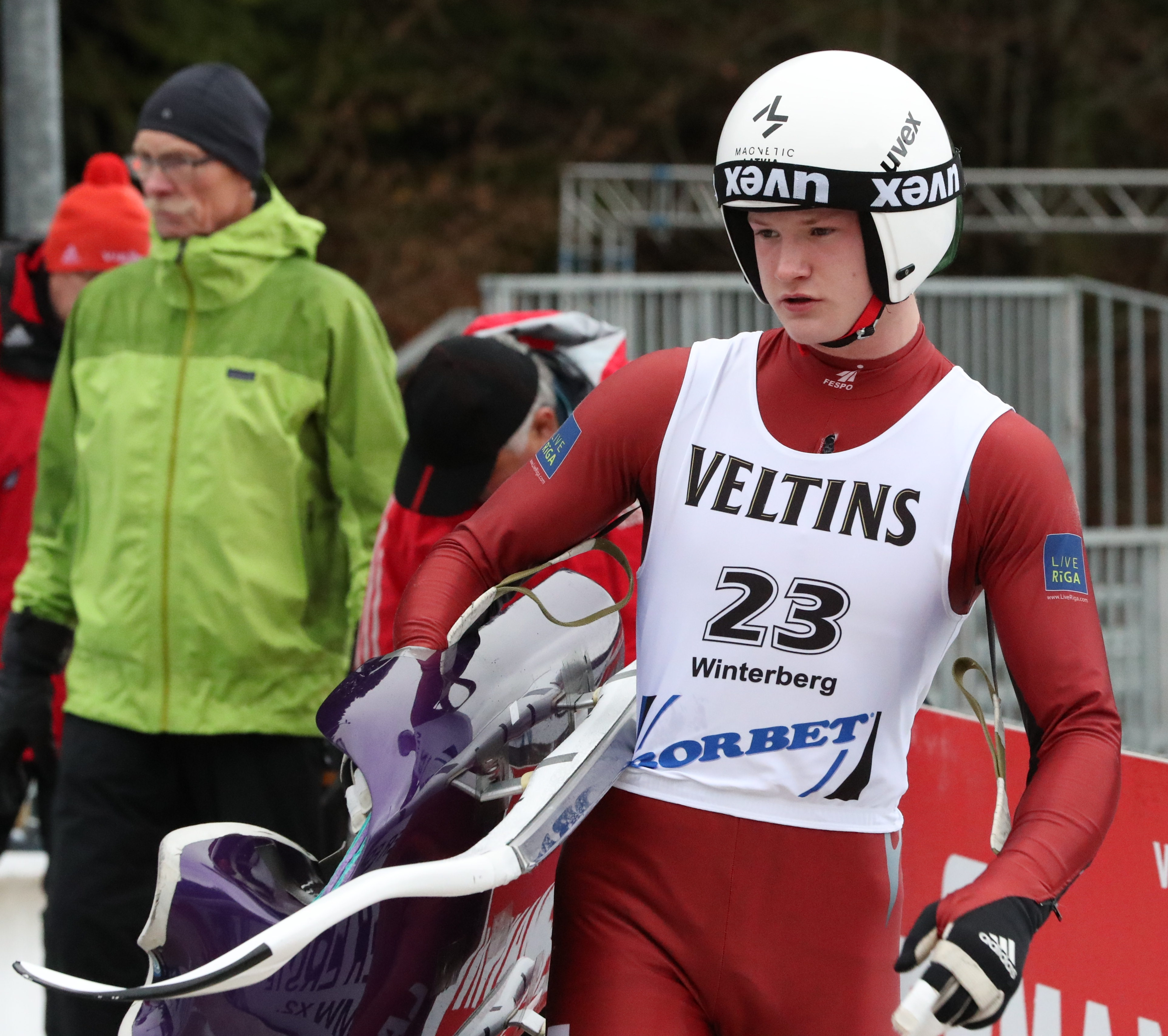
Mārtiņš Bots beim Nationencup in Winterberg (2017)

Da der Junioren-Weltcup 2017/18 erst Mitte Dezember 2017 seinen Auftakt feierte, starteten Bots/Plūme zunächst im Nationencup, dem Qualifikationsrennen für den Elite-Weltcup. Da die lettische Mannschaft mit den drei Doppelsitzerpaaren Andris Šics/Juris Šics, Oskars Gudramovičs/Pēteris Kalniņš sowie Kristens Putins/Imants Marcinkēvičs bereits die maximale Anzahl an Elite-Startern erreicht hatte, konnten die Junioren Bots/Plūme bei den Rennen jedoch nur als Zusatzstarter ohne Qualifikationschance antreten. Beim Rennen in Innsbruck-Igls erreichten sie mit dem 13. Rang einen Platz, der ihnen unter normalen Umständen die Weltcup-Qualifikation ermöglicht hätte. In Winterberg (Platz 18) und Altenberg (Platz 16) folgten schwächere Leistungen, mit denen keine Qualifikation möglich gewesen wäre. Die insgesamt erreichten 78 Punkte im Nationencup bedeuteten den 30. Platz dieser Wertung. Beim Auftakt des Junioren-Weltcups erreichten Bots/Plūme bei der Doppelveranstaltung in Oberhof mit Platz 7 und 8 gute Mittelfeldresultate. Auf die Teilnahme am Rennen am Königssee verzichteten die beiden, bei der Doppelveranstaltung in Innsbruck-Igls folgten mit Platz 7 und 6 erneut solide Ergebnisse. Beim Mannschaftswettbewerb in Innsbruck-Igls, den Bots/Plūme mit Elīna Ieva Vītola und Gints Bērziņš bestritten, reichte es nur zu einem schwachen fünften Platz. Auch die Junioreneuropameisterschaften, die Race-in-Race mit der Weltcupveranstaltung in Winterberg stattfanden, waren eher ernüchternd: Platz 8 in der Weltcup- und Junioreneuropameisterschaftswertung im Doppelsitzer sowie Platz 5 in der Mannschaft – erneut mit Vītola und Bērziņš – in beiden Wertungen, war unter den Erwartungen. Mit 226 Punkten belegten Bots/Plūme schlussendlich den achten Platz der Gesamtwertung des Junioren-Weltcups. Den Leistungstiefpunkt der Saison bildeten die Juniorenweltmeisterschaften in Altenberg: Nach einem schwachen 12. Platz im Doppelsitzerwettbewerb, folgte im Mannschaftswettbewerb zusammen mit Anda Upīte und Gints Bērziņš ein enttäuschender 6. Rang.

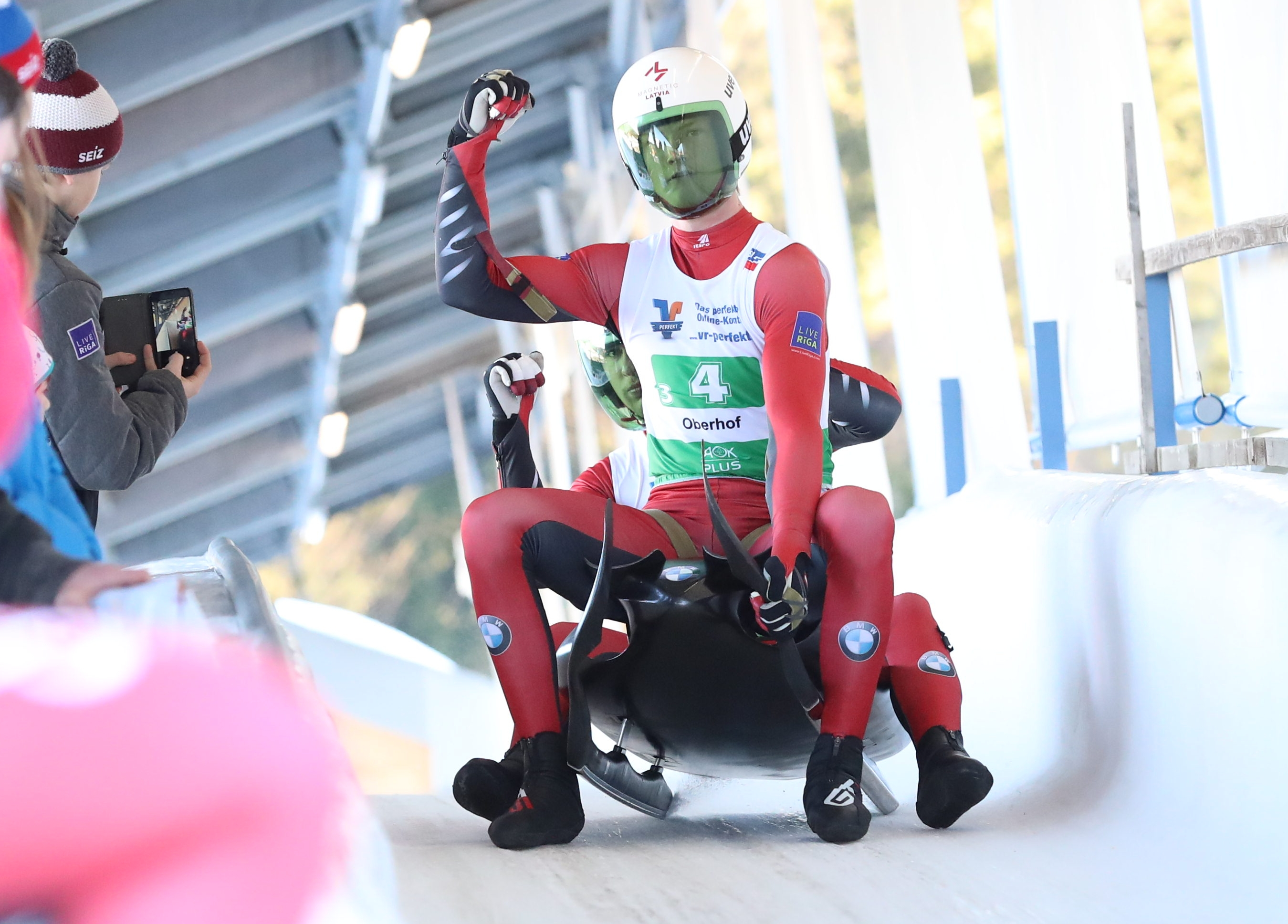
Bots/Plūme beim Junioren-Weltcup in Oberhof (2019)

Für die Saison 2018/19 reisten die lettischen Rennrodler auch zu den drei Auftaktweltcups nach Übersee. Beim Doppelweltcup in Park City erreichten sie mit Platz 8 und 7 den letzten bzw. vorletzten Rang. Im Mannschaftswettbewerb gelangen zusammen mit Vītola und Bērziņš zwei vierte Plätze. Bei der Station in Calgary folgte im Doppelsitzer ein fünfter Rang sowie erneut Platz 4 in der Mannschaft, bei gleicher Besetzung. Auch bei den Junioreneuropameisterschaften, die Race-in-Race mit dem Jugend-Weltcuprennen in Olympia Bob Run St. Moritz–Celerina ausgetragen wurden, erreichten Bots/Plūme im Doppelsitzer in der Weltcup- und Junioreneuropameisterschaftswertung den fünften Platz. Im Mannschaftswettbewerb gelang in der gewohnten Besetzung ein zweiter Platz und damit der Gewinn der Silbermedaille in beiden Wertungen. Beim Junioren-Weltcup in Winterberg folgte ein vierter Platz im Doppelsitzer und eine Silbermedaille in der Teamstaffel mit Sigita Bērziņa und Gints Bērziņš. Beim Saisonabschluss in Oberhof gelang ein identisches Ergebnis – in der Mannschaft dieses Mal erneut mit Vītola. Die Weltcupwertung beendeten Bots/Plūme mit 318 Punkten auf Platz 4; für das lettische Team reichte es in der Mannschaftswettbewerbswertung mit 318 Punkten zum Bronzerang. Beim Saisonhöhepunkt, den Juniorenweltmeisterschaften in Innsbruck-Igls erzielten Bots/Plūme im Doppelsitzer den sechsten Rang. Für den Mannschaftswettbewerb erhielten jedoch ihre Eduards Ševics-Mikeļševics/Lūkass Krasts den Vorzug, da ihnen eine bessere Laufzeit gelungen war.
Für die Saison 2019/20 waren Bots/Plūme nicht mehr startberechtigt bei den Junioren. Da im lettischen Weltcupteam jedoch kein freier Startplatz für den Weltcup existierte, konnten sie lediglich als Zusatzstarter im Nationencup ohne Qualifikationschance für den Weltcup antreten. Verlief der Saisonauftakt in Innsbruck-Igls mit Platz 7 recht zufriedenstellend, folgte in Altenberg mit Platz 16 der Tiefpunkt der Saison. Bei den Rennen in Lillehammer und auf der Heimbahn in Sigulda folgten mit den Plätzen 7 und 6 erneut gute Resultate, ehe in Oberhof ein elfter Rang folgte. Die Nationencupwertung beendete das Doppel bei fünf gefahrenen von neun ausgetragenen Rennen mit insgesamt 201 Punkten auf dem zwölften Rang.

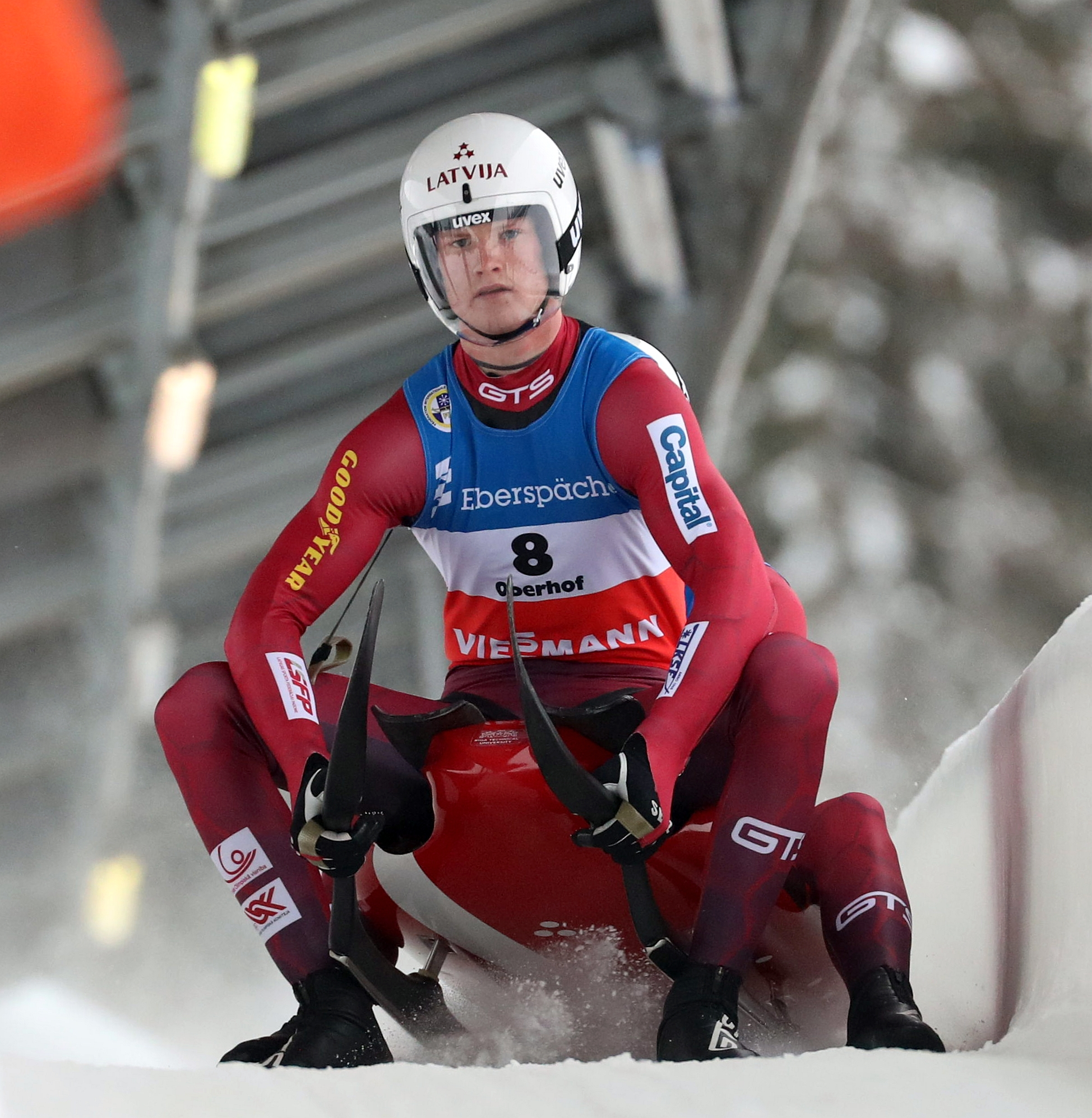
Bots/Plūme beim Weltcup Oberhof II (2021)

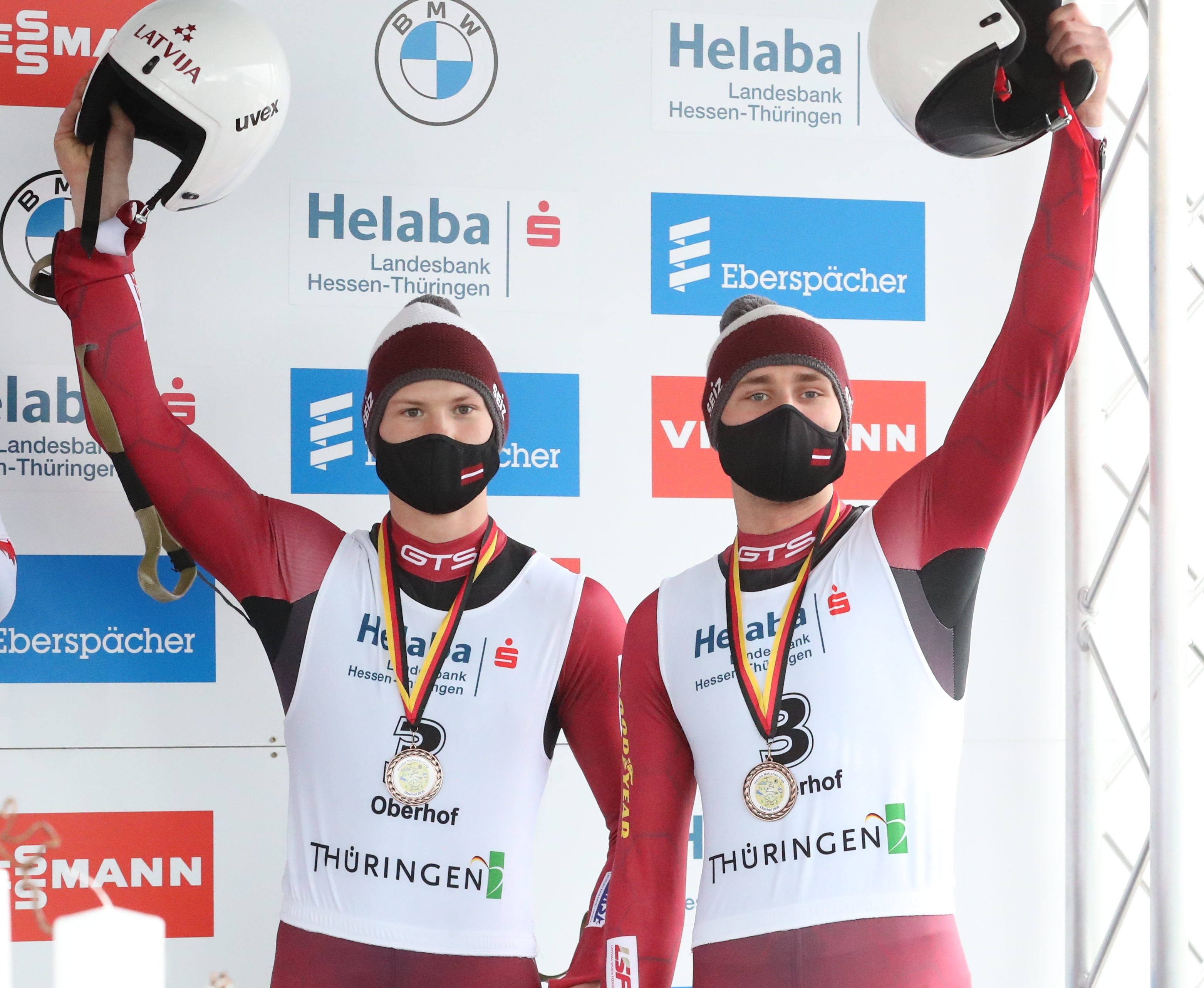
Bots/Plūme beim Nationencup Oberhof I (2020)

Nachdem ihre Konkurrenten Putins/Marcinkēvičs ihr Karriereende verkündet hatten, rückten Bots/Plūme zur Saison 2020/21 in den Weltcupkader der lettischen Rennrodelnationalmannschaft auf. Beim Saisonauftakt in Innsbruck-Igls gelang dem Doppelsitzer ein überzeugender dritter Platz im Nationencup sowie Platz 8 im Weltcuprennen. Mit diesem Ergebnis gelang auch die Nominierung für das Rennen der Teamstaffel, welches sie zusammen mit Kendija Aparjode und Kristers Aparjods auf dem vierten Platz beendeten. Ein 13. Platz im Sprintrennen komplettierte das Ergebnis von Innsbruck-Igls I. Mit Platz 2 im Nationencup von Altenberg gelang erneut souverän die Weltcup-Qualifikation, in diesem Rennen folgte ein etwas enttäuschender 14. Platz. Mit einem weiteren dritten Platz im Nationencup und einem 9. Platz im Weltcuprennen (Oberhof I) waren Bots/Plūme in Winterberg erstmals Teil der sogenannten Gesetztengruppe, die automatisch für das Weltcuprennen qualifiziert ist. Dort folgten mit Platz 15 in der klassischen Disziplin und Platz 9 im Sprintrennen eher durchschnittliche Ergebnisse. Den Weltcup am Königssee ließen Bots/Plūme aus, um sich für die Race-in-Race mit dem Weltcup ausgetragenen Europameisterschaften in Sigulda vorzubereiten. Im Nationencup gelang mit dem Sieg mühelos die Qualifikation für das Weltcuprennen, wo mit Platz 3 – der auch die Bronzemedaille in der Europameisterschaftswertung und die Goldmedaille in der U23-Wertung bedeutete – eine überzeugende Leistung gelang. Die nächste Weltcupstation – Oberhof II – verlief mit Platz 5 im Nationencup und Platz 12 im Weltcup etwas schwächer, es gelang jedoch die erneute Etablierung in der Gesetztengruppe. Beim Weltcupwochenende Innsbruck-Igls II zeigten Bots/Plūme mit Platz 4 in der klassischen Disziplin und Platz 6 im Sprintrennen erneut starke Leistungen. Die Weltmeisterschaften am Königssee verliefen dann etwas enttäuschender, es gelang ein elfter Platz im Sprintrennen und ein zwölfter Platz in der klassischen Disziplin, was immerhin noch die Bronzemedaille der U23-Wertung mit sich brachte. Beim Weltcupabschluss in St. Moritz–Celerina zeigten sie dann ihre Saisonbestleistung und sicherten sich ihren ersten Weltcupsieg vor den Teamkollegen Šics/Šics. Das anschließende Teamstaffelrennen, für welches sie gemeinsam mit Elīna Ieva Vītola und Artūrs Dārznieks nominiert waren, musste dann jedoch abgesagt werden. Die Saison beendeten Bots/Plūme auf Platz 4 der Nationencupwertung, auf Platz 9 der Sprint-Weltcupwertung, Platz 7 der klassischen Disziplinenwertung und dem achten Platz des Gesamtweltcups.

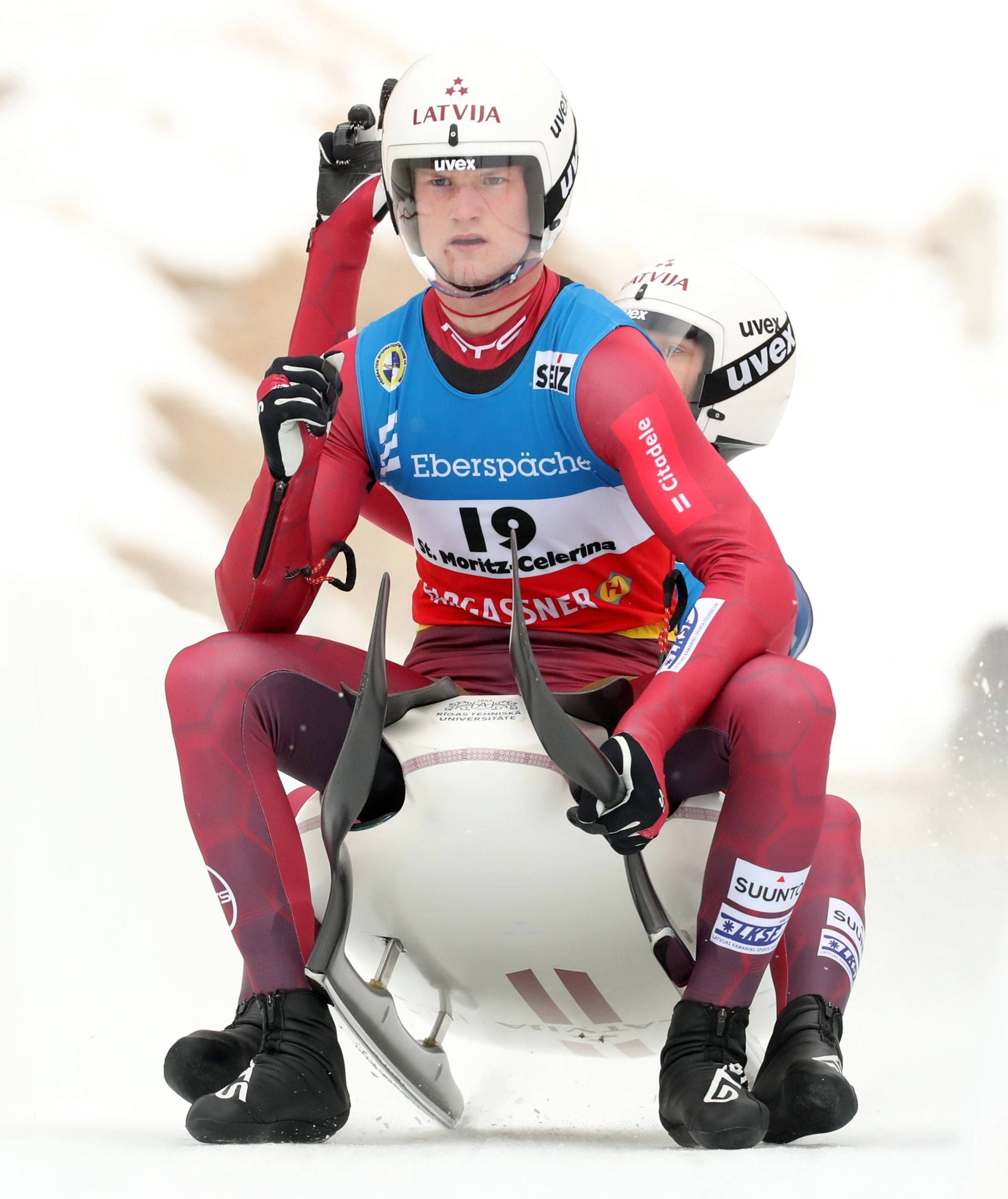
Bots/Plūme beim Weltcup und den Europameisterschaften in St. Moritz–Celerina (2022)

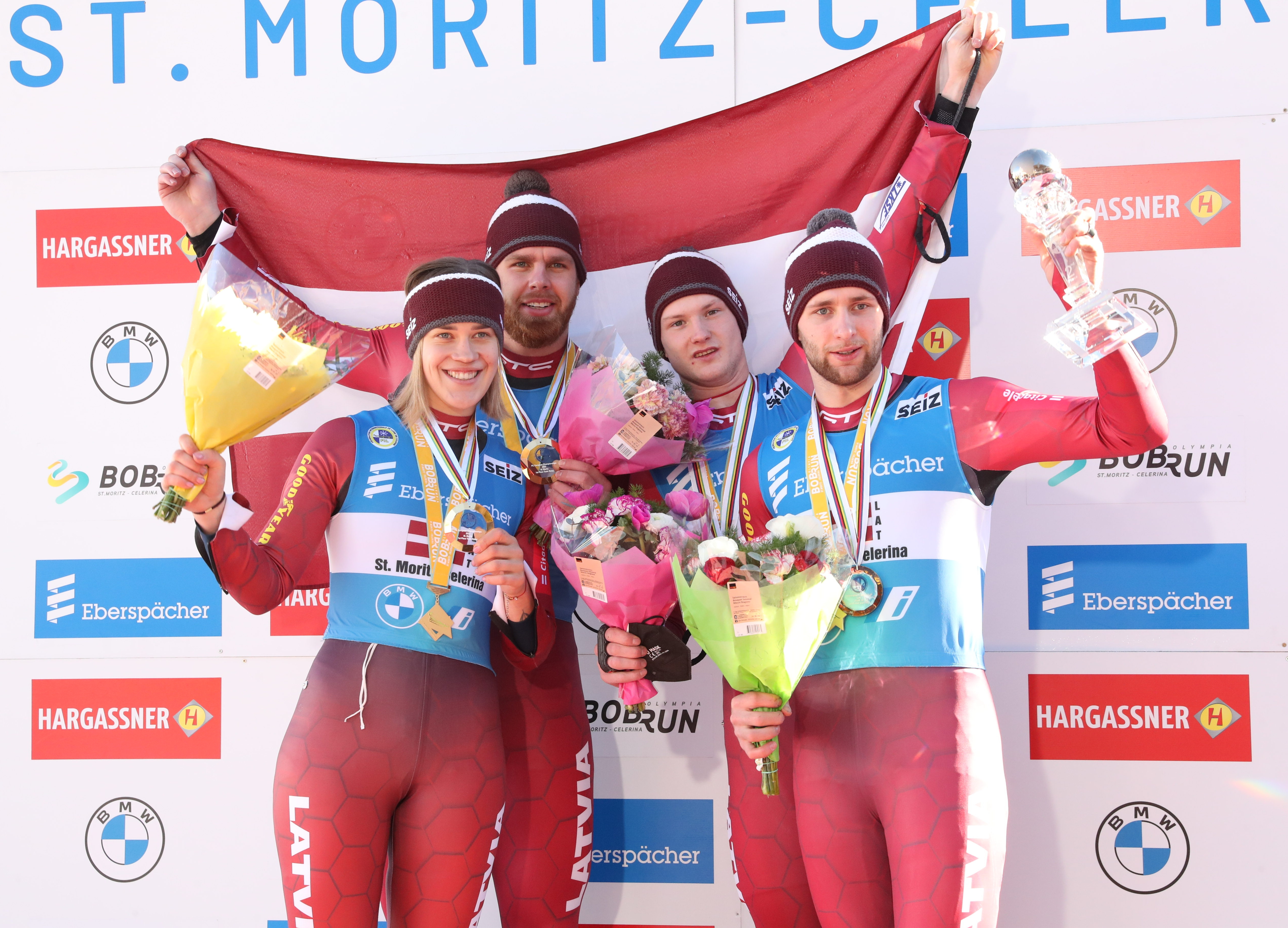
Als Teamstaffel-Europameister in St. Moritz–Celerina (2022)

Die Qualifikation für das Weltcupteam der Saison 2021/22 schafften Bots/Plūme problemlos, nach dem Karriereende von Oskars Gudramovičs/Pēteris Kalniņš gelten sie als Nummer 2 des lettischen Teams hinter Šics/Šics. Mit einem fünften Platz im Weltcuprennen von Yanqing knüpften sie zunächst an die guten Ergebnisse der vergangenen Saison. Eine Woche später beim Weltcup Sotschi I hingegen erreichten sie nach Stürzen in beiden Rennläufen das Ziel nicht. Beim Weltcup Sotschi II gelangen auch nur zwei durchwachsene Fahrten, die zu Platz 16 im Weltcuprennen führten, wodurch Bots/Plūme die Qualifikation für den anschließenden Sprint verpassten und auch aus der Gesetztengruppe ausschieden. In Altenberg gelang mit Platz 4 im Nationencup souverän die Qualifikation, im Weltcuprennen folgte der Bronzerang und damit auch die Nominierung für das Teamstaffelrennen. Nach einem Sturz erreichten sie dort das Ziel jedoch nicht. Nachdem zum Jahresabschluss 2021 in Innsbruck-Igls ein zehnter Platz in der klassischen Disziplin und ein siebenter Platz im Sprint gelungen war, folgte zum Jahresauftakt 2022 in Winterberg mit Platz 4 erneut ein Top-Resultat. Da Šics/Šics im zweiten Lauf gestützt waren, folgte die Nominierung für die Teamstaffel, wo mit Elīza Tīruma und Kristers Aparjods überraschend der Weltcupsieg vor den Teams aus Österreich und den Vereinigten Staaten gelang. Beim Heimweltcup in Sigulda folgte mit fünften Platz in der klassischen Disziplin und im Sprint erneut zwei starke Ergebnisse, denen die Nominierung für die Olympischen Winterspiele 2022 in Peking folgte. Beim Sprint-Testevent von Oberhof erzielten Bots/Plūme den Bronzerang, da die Veranstaltung aus rechtlichen Gründen nicht als Weltcup gewertet wurde, stand bereits zuvor fest, dass sie die Sprint-Weltcupwertung auf dem 8. Platz beenden würden. Den Weltcup der klassischen Disziplin beendeten sie nach einem Fahrfehler im ersten Lauf nur auf Rang 13. In St. Moritz–Celerina, zugleich Austragungsort der Europameisterschaften, belegten Bots/Plūme im Doppelsitzerrennen den Bronzerang, der ihnen auch Bronze in der EM- und Gold in der U23-EM-Wertung einbrachte. In der Teamstaffel folgte zugleich zusammen mit Elīna Ieva Vītola und Kristers Aparjods der Weltcup- und Europameisterschaftssieg. Den Gesamtweltcup der Doppelsitzer beendeten sie erneut als Achte, in der Disziplinenwertung der olympischen Disziplin erreichten sie den siebenten Platz. Die Olympischen Winterspiele beendeten sie als Vierte des Doppelsitzerwettbewerbs und erhielten für den Teamstaffelwettbewerb den Vorzug vor Šics/Šics. Dort gewannen sie zusammen mit Elīza Tīruma und Kristers Aparjods die Bronzemedaille.

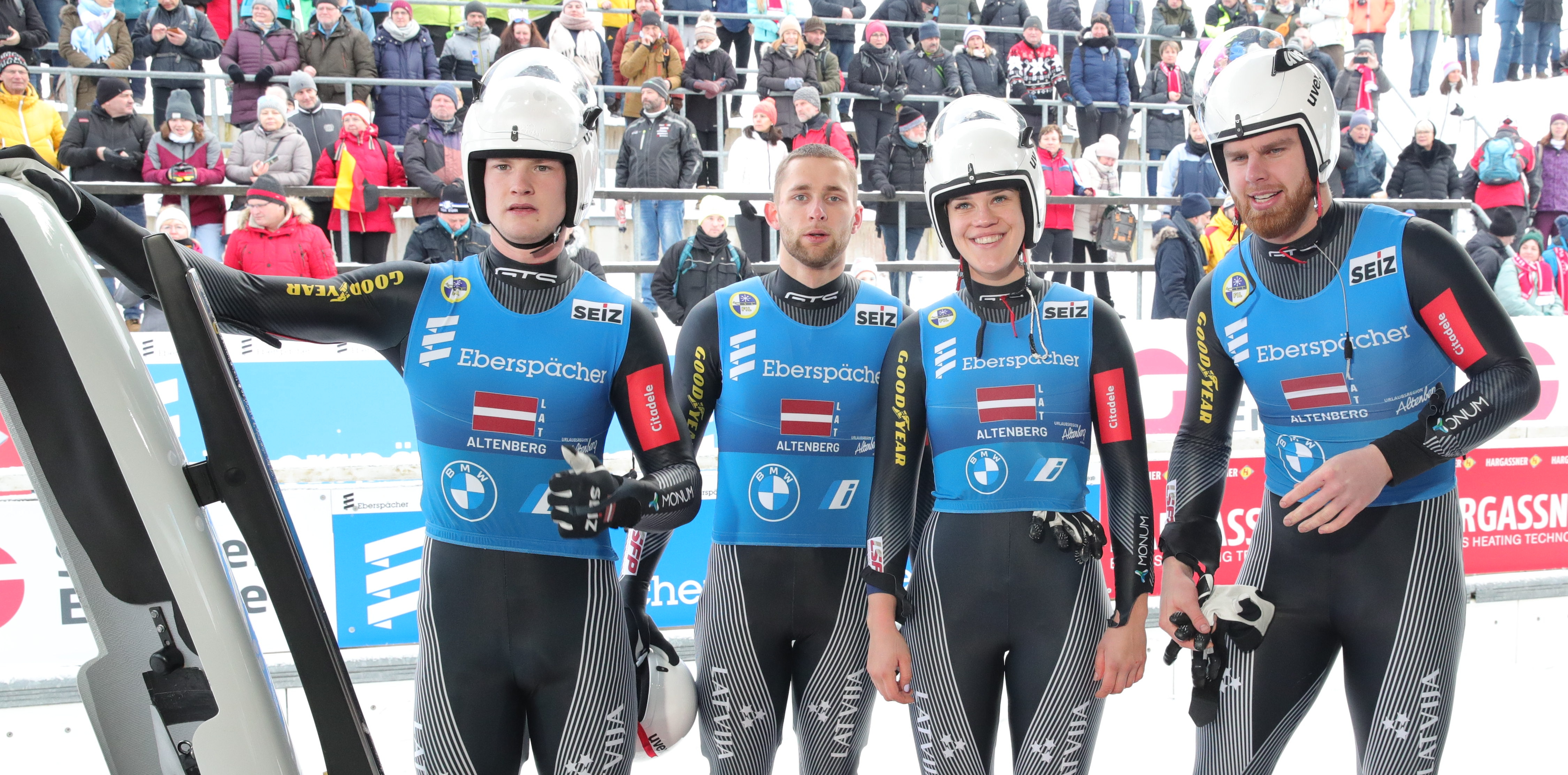
Bots/Plūme mit der Teamstaffel um Vītola und Aparjods (2023 in Altenberg)

Die Saison 2022/23 begannen Bots/Plūme nach dem Karriereende der Šics-Brüder als lettische Nummer eins im Doppelsitzer der Männer. Beim Saisonauftakt in Innsbruck-Igls fuhren sie auf den sechsten Platz in der klassischen Disziplin und sicherten die Silbermedaille im Sprint. In Whistler belegten sie im Doppelsitzer den sechsten Rang und fuhren in der Teamstaffel mit Vītola und Aparjods zur Silbermedaille. In Park City, wo erstmals seit der Saison 2016/17 wieder ein Weltcuprennen ausgetragen wurde, fuhren Bots/Plūme auf den siebten Platz in der klassischen Disziplin, im Sprint kamen sie als Neunte ins Ziel. Zum Jahresbeginn 2023 folgte ein Doppelweltcup auf ihrer Heimbahn in Sigulda. Beim ersten dieser beiden Weltcups konnten Bots/Plūme ihren zweiten Weltcupsieg feiern, zudem gelang in der Teamstaffelbesetzung mit Vītola und Aparjods ebenso der Weltcupsieg. Bei der zweiten Weltcupveranstaltung in Sigulda, die zugleich als Europameisterschaften 2023 gewertet wurde, fuhren Bots/Plūme auf den Silberrang hinter den Deutschen Tobias Wendl und Tobias Arlt. In der folgender Teamstaffel gewannen mit dem lettischen Team, welches erneut in der Besetzung mit Vītola und Aparjods angetreten war, Weltcup und Europameisterschaftstitel. Beim Saisonhöhepunkt, den Weltmeisterschaften 2023 in Oberhof fuhren Bots/Plūme im Sprint auf den vierten Platz, in der klassischen Disziplin wurden sie Fünfte und gewannen in der Teamstaffel zusammen mit Kendija Aparjode und Kristers Aparjods die Bronzemedaille. Beim nachfolgenden Weltcup in Altenberg wurden sie Dritte in der klassischen Disziplin und Teamstaffel, dieses Mal mit Vītola statt Aparjode. Auch in Winterberg reichte es zu Rang 3 in der klassischen Disziplin, im anschließenden Sprint wurden sie Siebte; die Sprint-Disziplinenwertung beendeten sie damit auf Rang 6. In St. Moritz–Celerina gelang Bots/Plūme mit Platz 3 erneut ein Podestplatz, die Teamstaffel beendeten sie in der Besetzung mit Sigita Bērziņa und Kristers Aparjods auf dem vierten Rang. Beim Weltcupfinale in Winterberg fuhren sie in der klassischen auf den siebten Platz und sicherten damit in Weltcup- und Gesamtweltcupwertung den Bronzerang.

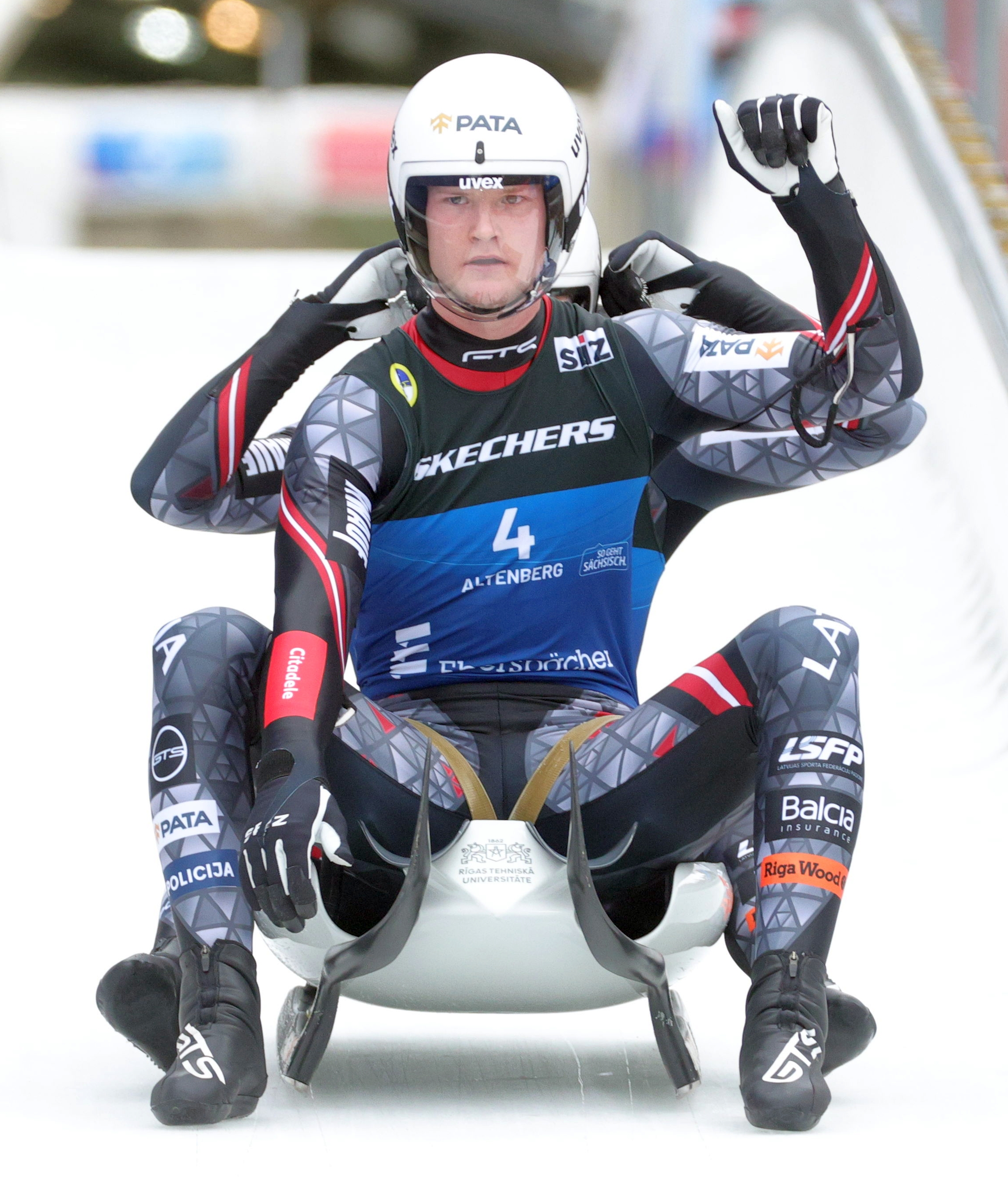
Bots/Plūme bei den Weltmeisterschaften 2024 in Altenberg

Der Saisonauftakt 2023/24 fand in Lake Placid statt. Bots/Plūme starteten erneut als lettisches Top-Doppel in die Saison, belegten in den Vereinigten Staaten Platz vier in der klassischen Disziplin und gewannen das Sprintrennen – ihr erster Sieg in dieser Disziplin. In Whistler fuhren sie auf den sechsten Rang und gewannen im Teamstaffelwettbewerb, der erstmals mit einem Doppelsitzer der Frauen ausgetragen wurde, zusammen mit Elīna Ieva Vītola, Kristers Aparjods sowie Viktorija Ziediņa und Selīna Zvilna die Bronzemedaille. Zum Auftakt ins Jahr 2024 folgte für Bots/Plūme in Winterberg ein fünfter Platz. Bei den anschließenden Europameisterschaften in Innsbruck-Igls belegten gewannen sie die Silbermedaille in der Weltcup- und Europameisterschaftswertung. Bei den Weltmeisterschaften in Altenberg gewannen sie Gold im Sprint, in der klassischen Disziplin belegten sie den siebten Rang und gewannen in der Teamstaffel zusammen mit Vītola, Aparjods sowie Anda Upīte und Zane Kaluma die Bronzemedaille. Beim den Weltmeisterschaften nachfolgenden Weltcup in Altenberg fuhren Bots/Plūme auf den vierten Rang und gewannen die Teamstaffel zusammen mit Vītola, Aparjods sowie Upīte und Kitija Bogdanova. Beim Weltcup Oberhof I fuhren sie in der klassischen Disziplin auf den vierten Rang und gewannen in der Teamstaffel, die Kendija Aparjode anstatt Elina Vītola für Lettland bestritt – ansonsten fuhr Altenberger Weltcup-Besetzung – die Silbermedaille hinter Deutschland. Nach einem vierten Platz in der klassischen Disziplin und einem sechsten Rang beim Weltcup Oberhof II folgte auf ihrer Heimbahn im lettischen Sigulda beim ersten von zwei Weltcups der Saison der nächste Weltcupsieg in der klassischen Disziplin. Auch im Sprintrennen gewannen sie und sicherten sich mit 246 Punkten den Sieg im Sprintweltcup. Beim Weltcup Sigulda II, der das Saisonfinale bildete, siegten sie erneut in der klassischen Disziplin. Mit 630 Punkten in der Disziplinenwertung und 876 im Gesamtweltcup belegten sie jeweils den Bronzerang. Die abschließende Teamstaffel belegte das lettische Team in der Besetzung Vītola, Bots/Plūme, Aparjods sowie Upīte/Kaluma auf dem zweiten Platz.

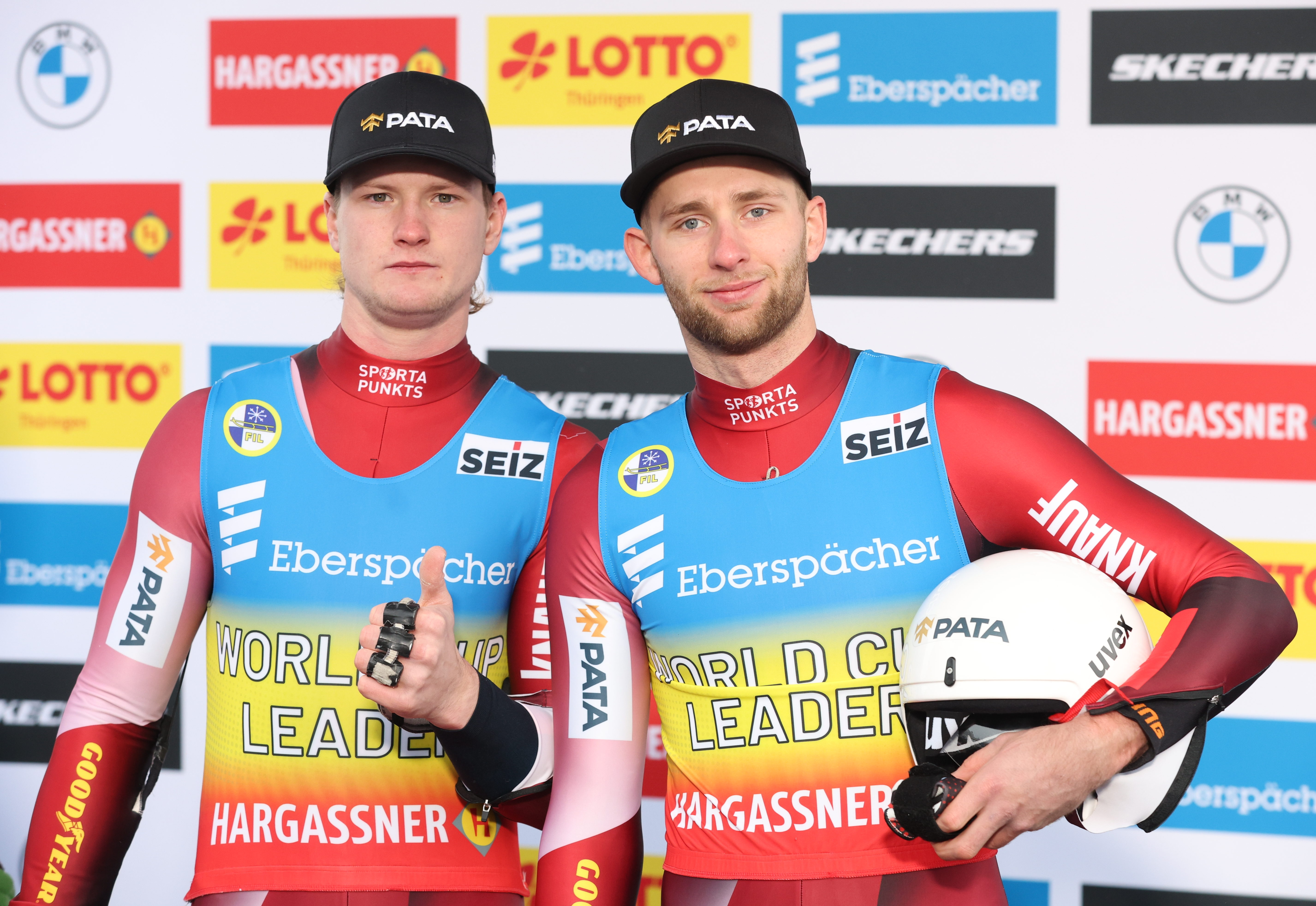
Bots/Plūme beim Weltcup in Oberhof im Dezember 2024

Zum Start in die Saison 2024/25 in Lillehammer belegten Bots/Plūme den zweiten Rang hinter Toni Eggert und Florian Müller in der klassischen Disziplin, bei der Premiere des Mixed-Weltcups fuhren sie zusammen mit und Marta Robežniece und Kitija Bogdanova auf den Silberrang. Den folgenden Weltcup von Innsbruck-Igls gewannen Bots/Plūme, beim Weltcup Oberhof I fuhren sie auf den siebten Rang. Mit der Teamstaffel um Aparjode, Aparjods und Robežniece/Bogdanova wurden sie Vierte. Beim Heimatweltcup in Sigulda zum Auftakt in das Jahr 2025 belegten sie den Silberrang, mussten sich hierbei Tobias Wendl und Tobias Arlt geschlagen geben. Die Teamstaffel in der Besetzung Bota, Bots/Plūme, Aparjods und Robežniece/Bogdanova war nach einem technischen Fehler beim Reaktionsstart von Bota zunächst disqualifiziert worden, erhielt nach einem Protest jedoch eine neue Startmöglichkeit und kam aufgrund eines Sturzes des Frauendoppelsitzers schlussendlich nicht ins Ziel. In Altenberg gewannen sie sowohl das Doppelsitzerweltcuprennen, als auch die Teamstaffel zusammen mit Aparjode, Aparjods und Robežniece/Bogdanova. Ihre in Altenberg errungene Weltcupgesamtführung verloren Bots/Plūme bereits beim nachfolgenden Weltcup in Winterberg wieder. Das Weltcuprennen, welches zugleich Race-in-Race als Europameisterschaft 2025 gewertet wurde, beendete sie in beiden Wertungen auf dem sechsten Rang. Tobias Wendl und Tobias Arlt gewannen und eroberten die Führung in der Weltcupgesamtwertung zurück. In der Teamstaffel, die in der Besetzung mit Bota, Aparjods und Upīte/Kaluma angetreten war, fuhren sie auf den fünften Rang der Weltcupwertung und vierten Platz in der Europameisterschaftswertung. Den Weltcup Oberhof II beendeten Bots/Plūme auf dem vierten Rang im Doppelsitzerrennen, das Mixedrennen zusammen mit Robežniece/Bogdanova auf dem sechsten Rang. Bei den Weltmeisterschaften 2025 in Whistler fuhren sie im Mixedwettbewerb in gleicher Besetzung erneut auf den sechsten Rang, im Doppelsitzerrennen der klassischen Disziplin gewannen sie die Silbermedaille, mussten sich nur dem deutschen Team um Hannes Orlamünder und Paul Gubitz geschlagen geben; die lettische Teamstaffel – angetreten in der Besetzung mit Aparjode, Aparjods und Robežniece/Bogdanova – erreichte nach einem Sturz des Frauen-Doppelsitzers das Ziel nicht. Ihr schlechtestes Saisonergebnis fuhren Bots/Plūme mit Platz 13 nach einem Fahrfehler im zweiten Lauf beim Weltcup von Pyeongchang ein, nachdem sie nach dem ersten Lauf noch auf Bronzekurs lagen; beim Mixedrennen wurden sie zusammen mit Upīte/Kalume Vierte. Beim Weltcupfinale in Yanqing gewannen sie hinter Wendl/Arlt die Silbermedaille und beendeten die Gesamtweltcupwertung damit ebenfalls auf dem zweiten Rang, überholten Steu/Kindl in dieser Wertung noch.

## Persönliches

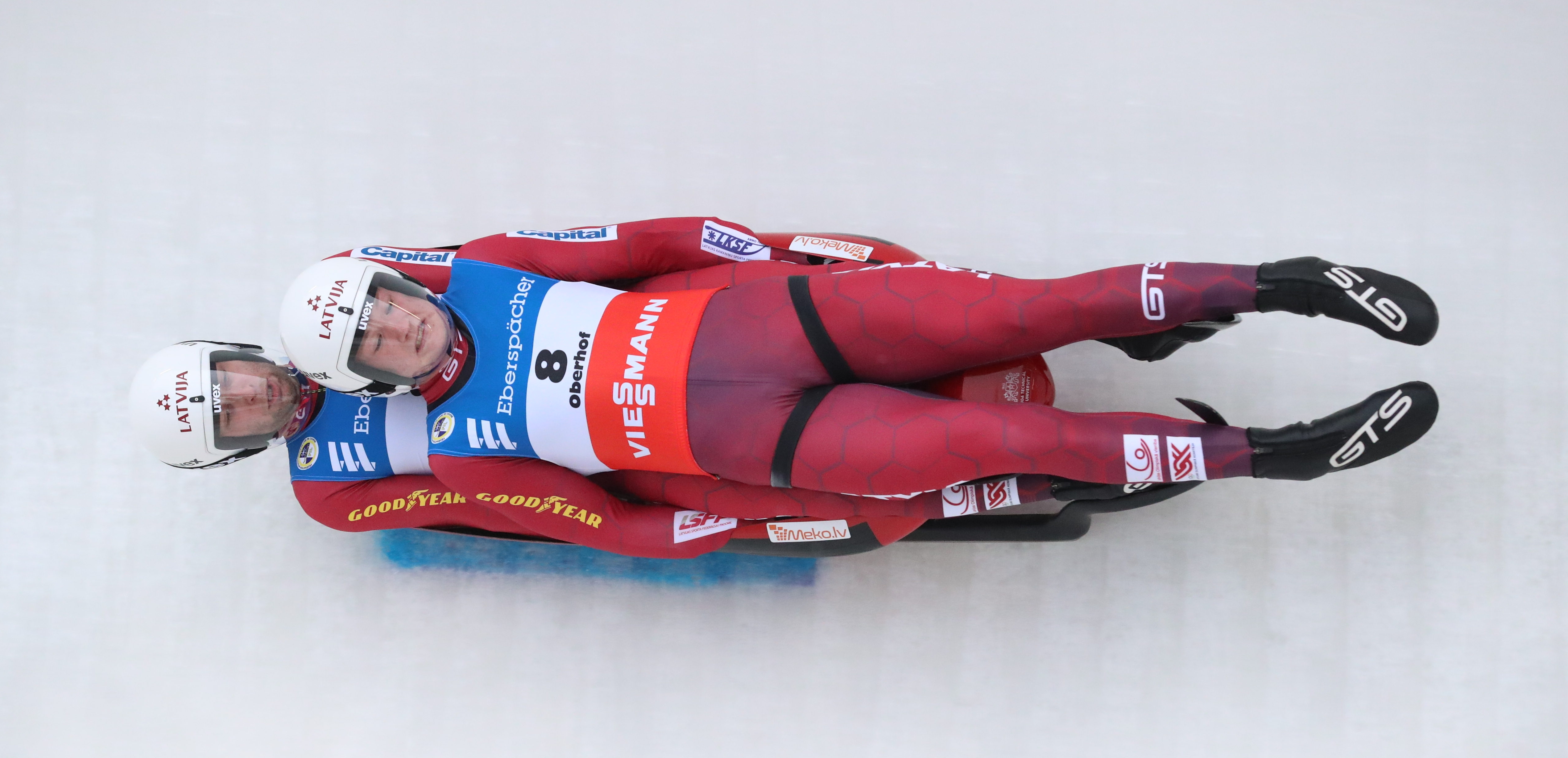
Bots/Plūme beim Weltcup Oberhof II (2021)

Mārtiņš Bots ist seit Juli 2024 mit seiner Teamkollegin Elīna Ieva Bota verheiratet.

## Erfolge

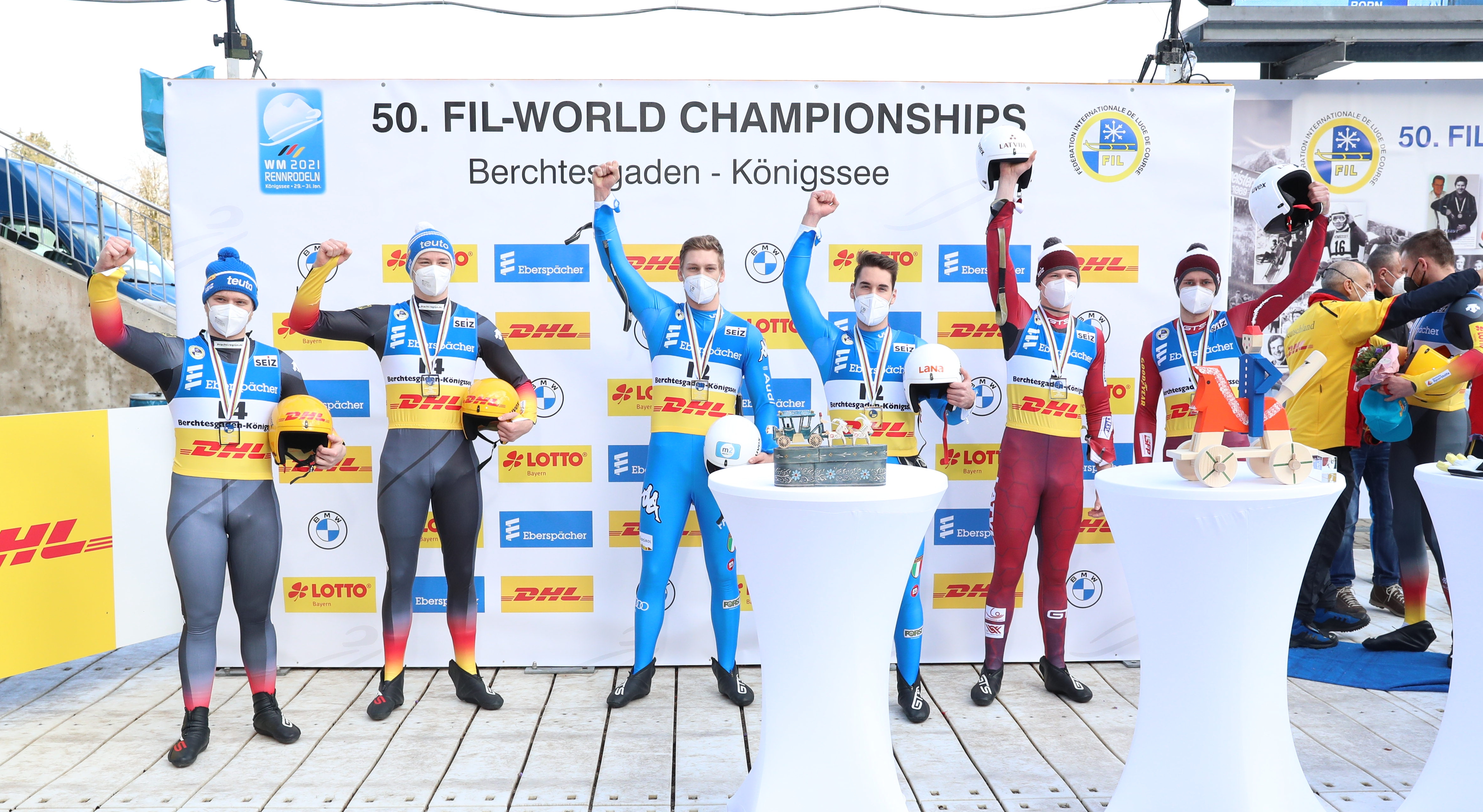
Orlamünder/Gubitz (Deutschland), Nagler/Malleier (Italien) und Bots/Plūme (Lettland) auf dem Podium zur U23-Wertung bei den Rennrodel-Weltmeisterschaften am Königssee (2021)

Olympische Winterspiele
- Peking 2022:  in der Teamstaffel

Weltmeisterschaften
- Oberhof 2023:  in der Teamstaffel
- Altenberg 2024:  im Sprint der Doppelsitzer,  in der Teamstaffel
- Whistler 2025:  im Doppelsitzer

Europameisterschaften
- Sigulda 2021:  im Doppelsitzer
- St. Moritz–Celerina 2022:  im Doppelsitzer und  in der Teamstaffel
- Sigulda 2023:  im Doppelsitzer und  in der Teamstaffel
- Innsbruck-Igls 2024:  im Doppelsitzer

U23-Weltmeisterschaften
- Königssee 2021:  im Doppelsitzer

U23-Europameisterschaften
- Sigulda 2021:  im Doppelsitzer
- St. Moritz–Celerina 2022:  im Doppelsitzer

Junioreneuropameisterschaften
- Oberhof 2017:  in der Teamstaffel
- St. Moritz–Celerina 2019:  in der Teamstaffel

### Gesamtweltcup
| Saison  | Platz | Punkte |
| ------- | ----- | ------ |
| 2020/21 | 8.    | 397    |
| 2021/22 | 8.    | 519    |
| 2022/23 | 3.    | 757    |
| 2023/24 | 3.    | 876    |
| 2024/25 | 2.    | 641    |

### Weltcupsiege
Doppelsitzer
| Nr. | Datum            | Ort                 | Bahn                                 |
| --- | ---------------- | ------------------- | ------------------------------------ |
| 1   | 6. Februar 2021  | St. Moritz–Celerina | Olympia Bob Run St. Moritz–Celerina  |
| 2   | 7. Januar 2023   | Sigulda             | Bob- und Rennschlittenbahn Sigulda   |
| 3   | 24. Februar 2024 | Sigulda             | Bob- und Rennschlittenbahn Sigulda   |
| 4   | 2. März 2024     | Sigulda             | Bob- und Rennschlittenbahn Sigulda   |
| 5   | 7. Dezember 2024 | Innsbruck-Igls      | Olympia Eiskanal Igls                |
| 6   | 11. Januar 2025  | Altenberg           | Rennschlitten- und Bobbahn Altenberg |

Sprint der Doppelsitzer
| Nr. | Datum            | Ort         | Bahn                                 |
| --- | ---------------- | ----------- | ------------------------------------ |
| 1   | 9. Dezember 2023 | Lake Placid | Olympia-Bobbahn Mount Van Hoevenberg |
| 2   | 25. Februar 2024 | Sigulda     | Bob- und Rennschlittenbahn Sigulda   |

Teamstaffel
| Nr. | Datum           | Ort                 | Bahn                                 |
| --- | --------------- | ------------------- | ------------------------------------ |
| 1   | 2. Januar 2022  | Winterberg          | Veltins-Eisarena                     |
| 2   | 23. Januar 2022 | St. Moritz–Celerina | Olympia Bob Run St. Moritz–Celerina  |
| 3   | 8. Januar 2023  | Sigulda             | Bob- und Rennschlittenbahn Sigulda   |
| 4   | 15. Januar 2023 | Sigulda             | Bob- und Rennschlittenbahn Sigulda   |
| 5   | 4. Februar 2024 | Altenberg           | Rennschlitten- und Bobbahn Altenberg |
| 6   | 11. Januar 2025 | Altenberg           | Rennschlitten- und Bobbahn Altenberg |